# جون فريس
جون فريس (بالدنماركية: Knud Friis)‏ هو مهندس معماري دنماركي، ولد في 12 مارس 1926، وتوفي في 25 نوفمبر 2010 في آرهوس في الدنمارك.

## معرض صور

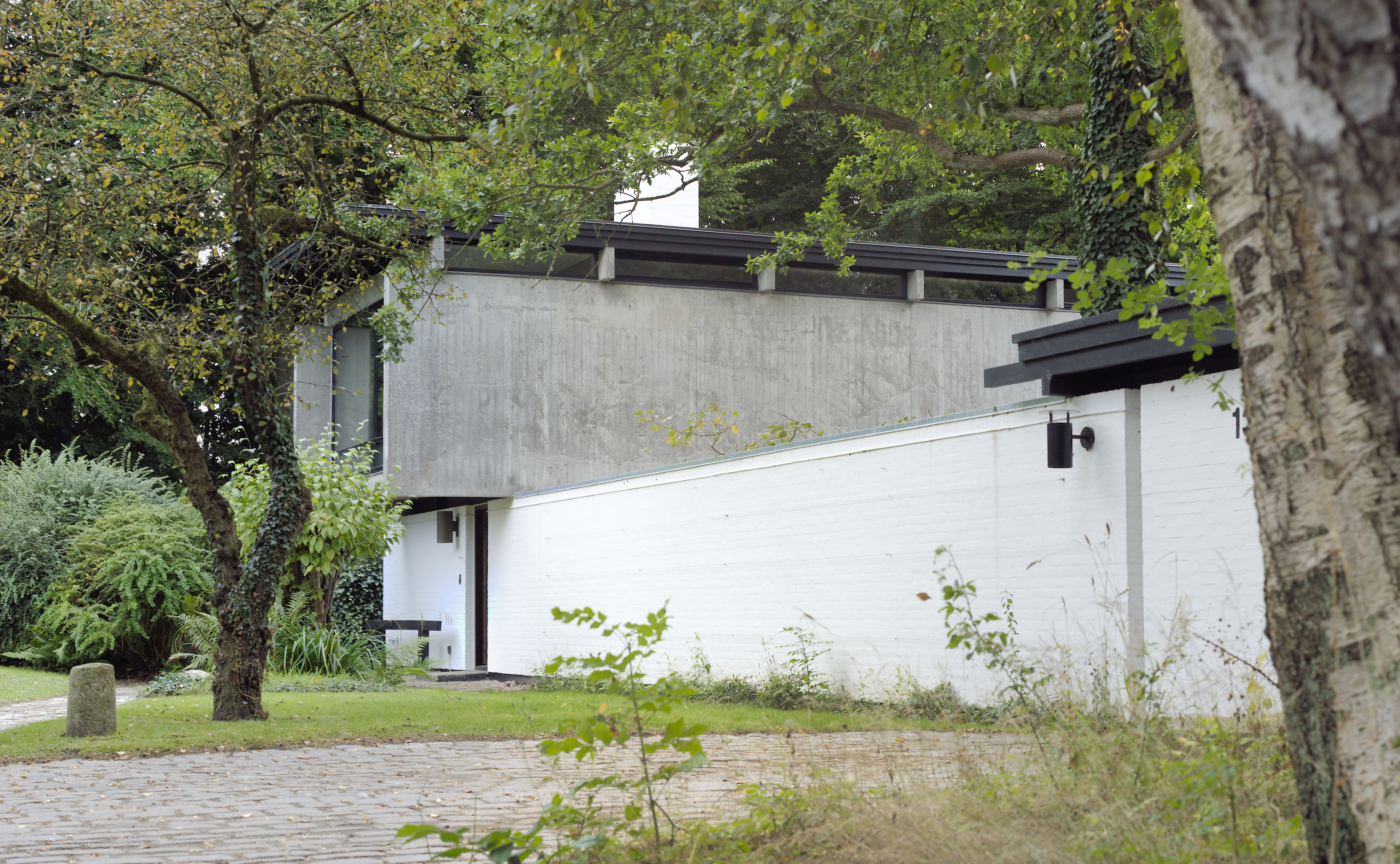
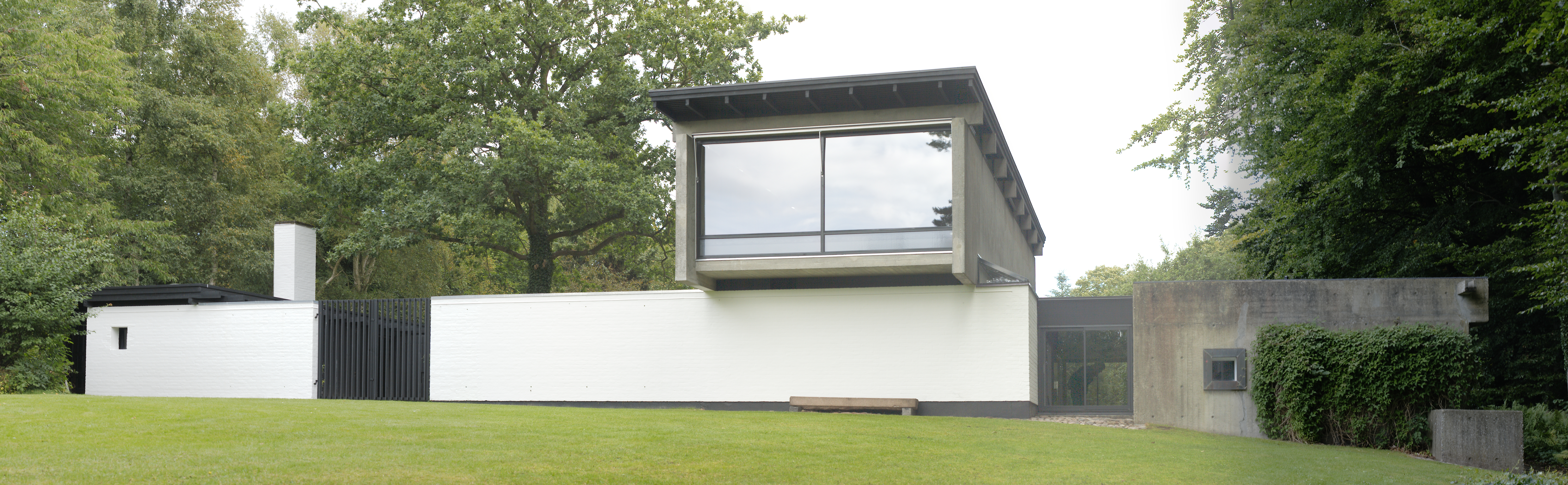